# 1992-es magyar asztalitenisz-bajnokság
Az 1992-es magyar asztalitenisz-bajnokság a hetvenötödik magyar bajnokság volt. A bajnokságot március 7. és 8. között rendezték meg Cegléden.

## Eredmények
| Versenyszám  | Arany                                                                      | Arany | Ezüst                                            | Ezüst | Bronz | Bronz |
| ------------ | -------------------------------------------------------------------------- | ----- | ------------------------------------------------ | ----- | --- | ----- |
| Férfi egyéni | Vitsek Iván Kiskunfélegyházi Zöldmező SZSE                                 |       | Turbók Attila Postás SE                          |       | Holló Zsolt BVSCBátorfi Zoltán Postás SE                                                                                            |       |
| Női egyéni   | Bátorfi Csilla Interagent Kikinda                                          |       | Tóth Krisztina Statisztika Petőfi SC             |       | Éllő Vivien Statisztika Petőfi SCOláh Zsuzsa Diszkrét SE Kecskemét                                                                  |       |
| Férfi páros  | Somosi Miklós, Turbók Attila Békéscsabai Konzerv SE, Postás SE             |       | Gárdos Krisztián, Bátorfi Zoltán BVSC, Postás SE |       | Vitsek Iván, Báthory Attila Kiskunfélegyházi Zöldmező SZSE, Hejőcsabai Cementművek SCHanicz Sándor, Kalmár Tamás Győri Elektromos   |       |
| Női páros    | Bátorfi Csilla, Wirth Gabriella Interagent Kikinda , Statisztika Petőfi SC |       | Káhn Szilvia, Braun Éva BSE                      |       | Éllő Vivien, Tóth Krisztina Statisztika Petőfi SCPidl Zita, Böhm Gabriella Diszkrét SE Kecskemét                                    |       |
| Vegyes páros | Vitsek Iván, Braun Éva Kiskunfélegyházi Zöldmező SZSE, BSE                 |       | Turbók Attila, Káhn Szilvia Postás SE, BSE       |       | Bátorfi Zoltán, Simon Nóra Postás SE, Hejőcsabai Cementművek SCKrenhardt András, Gazsi Ildikó Békéscsabai Konzerv SE, Kaposplast SC |       |